# 노르뒤를란드 베스트라
노르뒤를란드 베스트라(아이슬란드어: Norðurland vestra)는 아이슬란드의 8지역 중 하나로 아이슬란드의 북부에 있는 지역이다. 이 지역에서 가장 큰 도시는 쇠이다우르크로퀴르로 인구는 3,000명이다.